# Iso Ollinjärvi
Iso Ollinjärvi eller Ollinjärvet är sjöar i Finland. De ligger i kommunen Rautavaara i landskapet Norra Savolax, i den centrala delen av landet, 400 km norr om huvudstaden Helsingfors. Iso Ollinjärvi ligger 157 meter över havet. I omgivningarna runt Iso Ollinjärvi växer i huvudsak blandskog. Den är 8,9 meter djup. Arean är 26,2 hektar och strandlinjen är 3,26 kilometer lång. Sjön  ingår i Vuoksens huvudavrinningsområde. 